# マーカス・グウィン
マーカス・エドウィン・グウィン（Marcus Edwin Gwyn, 1977年11月4日 - ）は、アメリカ合衆国オクラホマ州タルサ出身の元プロ野球選手（投手）。右投右打。

## 経歴
2000年にオークランド・アスレチックスからドラフト7巡目で指名され入団。2006年3月にロサンゼルス・エンゼルス・オブ・アナハイムに移籍し、2007年7月29日にメジャーデビュー。2試合目の登板となった8月21日のヤンキース戦で初セーブを挙げるなど、メジャーで3試合に登板した。
2008年1月4日にフロリダ・マーリンズとマイナー契約を結び、3Aアルバカーキ・アイソトープスで36試合登板、1勝0敗5セーブ、防御率4.09という成績を残したが7月25日に解雇。その後7月29日に東北楽天ゴールデンイーグルスが獲得を発表。
主にクローザーとして起用され、8月16日のロッテ戦では2番手として登板。1回を無失点でしのぎ、来日初セーブを挙げた。最終的には19試合に登板し、1勝1敗3セーブ。
2009年は主に中継ぎでの登板機会が多く、計47試合に登板。防御率3.56、3勝4敗4セーブの成績を残したが、同年シーズン終了を以って自由契約となり退団。

## プレースタイル
150km/hを超すストレートは、手元で変化するムーヴィング・ファストボールであり、これに加えキレの良いカットボールを武器とする。他に、カーブ・チェンジアップも投げる。

## 詳細情報

### 年度別投手成績
| 年 度    | 球 団    | 登 板 | 先 発 | 完 投 | 完 封 | 無 四 球 | 勝 利 | 敗 戦 | セ 丨 ブ | ホ 丨 ル ド | 勝 率 | 打 者 | 投 球 回 | 被 安 打 | 被 本 塁 打 | 与 四 球 | 敬 遠 | 与 死 球 | 奪 三 振 | 暴 投 | ボ 丨 ク | 失 点 | 自 責 点 | 防 御 率 | W H I P |
| -------- | -------- | ----- | ----- | ----- | ----- | -------- | ----- | ----- | -------- | ----------- | ----- | ----- | -------- | -------- | ----------- | -------- | ----- | -------- | -------- | ----- | -------- | ----- | -------- | -------- | ------- |
| 2007     | LAA      | 3     | 0     | 0     | 0     | 0        | 0     | 0     | 1        | 0           | ----  | 31    | 5.1      | 9        | 3           | 5        | 0     | 0        | 3        | 1     | 0        | 9     | 7        | 11.81    | 2.63    |
| 2008     | 楽天     | 19    | 0     | 0     | 0     | 0        | 1     | 1     | 3        | 0           | .500  | 89    | 18.2     | 21       | 2           | 7        | 0     | 4        | 16       | 0     | 0        | 12    | 8        | 3.86     | 1.50    |
| 2009     | 楽天     | 47    | 0     | 0     | 0     | 0        | 3     | 4     | 4        | 4           | .429  | 211   | 48.0     | 37       | 4           | 29       | 5     | 5        | 44       | 3     | 0        | 20    | 19       | 3.56     | 1.38    |
| MLB：1年 | MLB：1年 | 3     | 0     | 0     | 0     | 0        | 0     | 0     | 1        | 0           | ----  | 31    | 5.1      | 9        | 3           | 5        | 0     | 0        | 3        | 1     | 0        | 9     | 7        | 11.81    | 2.63    |
| NPB：2年 | NPB：2年 | 66    | 0     | 0     | 0     | 0        | 4     | 5     | 7        | 4           | .444  | 300   | 66.2     | 58       | 6           | 36       | 5     | 9        | 60       | 3     | 0        | 32    | 27       | 3.65     | 1.41    |

### 記録
- 初登板：2008年8月10日、対福岡ソフトバンクホークス14回戦（福岡Yahoo! JAPANドーム）、9回裏に4番手で救援登板、2/3回3失点
- 初奪三振：同上、9回裏に大村直之から空振り三振
- 初セーブ：2008年8月16日、対千葉ロッテマリーンズ17回戦（千葉マリンスタジアム）、9回裏に2番手で救援登板・完了、1回無失点
- 初勝利：2008年9月5日、対北海道日本ハムファイターズ18回戦（札幌ドーム）、9回裏2死に5番手で救援登板・完了、1回1/3を無失点
- 初ホールド：2009年4月3日、対北海道日本ハムファイターズ1回戦（札幌ドーム）、7回裏2死に3番手で救援登板、1/3回無失点

### 背番号
- 59 （2007年）
- 42 （2008年 - 2009年）